# 출동! 슈퍼윙스
《출동! 슈퍼윙스》(중국어: 超级飞侠, 영어: Super Wings)는 2014년부터 방영한 애니메이션으로, 대한민국의 퍼니플럭스, 중화인민공화국의 Qianqi Animation (千骐动漫)가 제작하였으며, 한국교육방송공사와 CJ ENM의 제작 지원을 받았다. 대한민국에서는 EBS TV(현 EBS 1TV)에서 방송하였다. 이후 일본에서 건너와서 BS11에서 방영하였다.

## 개발 및 제작
《출동! 슈퍼윙스》는 2013년 10월에 발표되었으며, 프랑스 칸에서 열린 같은 해의 MIPJunior에서 라이선싱 시장을 대상으로 공개되었다.

## 방송
《출동! 슈퍼윙스》는 중국의 소재인 광동알파애니메이션앤컬쳐 사(이하 Alpha)에서 중국 대륙 및 기타 아시아 지역, 중동 지역을 대상으로 배급을 맡으며, 전세계 나머지 지역에서는 CJ ENM이 배급을 맡는다.
대한민국에서는 2014년 9월 1일에 EBS TV(현 EBS1. 한국교육방송공사가 운영하는 지상파 공공 텔레비전 채널.)에서 처음 방송하였다. EBS의 초기 방송분에는 닫는 장면에 특정한 어린이의 생일을 축하하는 꼭지가 포함되었다. 이후 다채널 텔레비전 플랫폼(유선 방송, 스카이라이프, IPTV 등)을 통해서 방송하는 여러 어린이 및 애니메이션 전문 채널에서 재방송되었는데, 이 중에는 CJ ENM이 운영하는 투니버스가 포함되어있다. 2기는 2017년 3월 1일에 EBS1에서 방송을 시작하였고, 3기는 2019년 2월 25일에 방송을 시작하였고, 4기는 2020년 3월 30일에 방송을 시작하였고, 5기는 2021년 3월 29일에 방송을 시작하였고, 6기는 2022년 2월 28일에 방송을 시작하였고, 7기(슈퍼펫 어드벤쳐)는 2023년 2월 27일에 방송을 시작했고, 8기(일렉트릭 히어로즈)는 2024년 2월 26일에 방송을 시작하였고, 9기(슈퍼콤보)는 2025년 2월 24일에 EBS1에서 방송을 시작하였다.
중화인민공화국에서는 Alpha 사가 중국 대륙 내 개별 방송국에 프로그램을 판매한다.
미국에서는 대한민국 최초로 2015년 4월 14일에 어린이 전문 채널인 카툰네트워크에서 처음 방영했다.